# Dayanira Ortiz
Dayanira Ortiz (* 8. Mai 1998) ist eine ecuadorianische Sprinterin, die sich auf die 400-Meter-Distanz spezialisiert hat.

## Sportliche Laufbahn
Erste internationale Erfahrungen sammelte Dayanira Ortiz im Jahr 2016, als sie bei den U23-Südamerikameisterschaften in Lima in 57,56 s den fünften Platz im 400-Meter-Lauf belegte und mit der ecuadorianischen 4-mal-400-Meter-Staffel in 3:51,55 min die Bronzemedaille hinter den Teams aus Kolumbien und Brasilien gewann. Im Jahr darauf schied sie bei den U20-Panamerikameisterschaften in Trujillo mit 57,49 s im Vorlauf über 400 Meter aus und gewann in 3:46,57 min die Bronzemedaille mit der Staffel. 2021 schied sie dann bei den Südamerikameisterschaften in Guayaquil mit 56,62 s in der Vorrunde über 400 Meter aus und im 800-Meter-Lauf reichten 2:16,73 min ebenfalls nicht für einen Finaleinzug. Zudem belegte sie im Staffelbewerb mit 3:44,47 min den vierten Platz.
2021 wurde Ortiz ecuadorianische Meisterin in der 4-mal-400-Meter-Staffel.

## Persönliche Bestzeiten
- 400 Meter: 55,92 s, 20. Mai 2017 in Cuenca
- 800 Meter: 2:15,57 min, 18. April 2021 in Guayaquil